# HyperPhysics
HyperPhysics è un sito web in lingua inglese che tratta di argomenti di fisica. Il sito è ospitato dalla Georgia State University ed è stato creato dal dr. Rod Nave, ex membro della facoltà di fisica e astronomia.

## Temi

### Fisica
Molti argomenti di fisica sono trattati nel sito, quali:
- Astrofisica
- Materia condensata
- Elettricità e magnetismo
- Calore e termodinamica
- Luce e visione
- Meccanica
- Fisica nucleare
- Fisica quantistica
- Relatività
- Suono

### Matematica
Vengono inoltre trattati concetti di matematica applicata relativi ai temi di fisica, tra cui: 
- Algebra
- Calcolo
- Equazioni differenziali
- Esponenti
- Geometria
- Algebra lineare
- Logaritmi
- Trigonometria
- Vettori